# E47 (Ecuador)
De E47 of Vía Colectora El Triunfo-Alausí (Verzamelweg El Triunfo-Alausí) is een secundaire nationale weg in Ecuador. De weg loopt van El Triunfo naar Alausí en is ongeveer 190 kilometer lang.